# Mikael Nord
Rolf Mikael Nord, född 22 juni 1977 i Norrstrands församling i Karlstad, är en svensk professionell ishockeydomare. Han har vunnit guldpipan (Sveriges Bästa Domare) sex gånger. Denna utmärkelse röstas fram av spelarna i SHL. Han är bosatt i Arboga.